# NGC 479
NGC 479 este o galaxie spirală barată situată în constelația Peștii. A fost descoperită în 27 octombrie 1864 de către Albert Marth.